# Antoni Bach i Riu
Antoni Bach i Riu   (Berga, 9 de juny de 1917 - Solsona, 31 d'octubre de 2014) va ser un sacerdot, historiador local i arxiver català.

## Biografia
Apassionat per la història, es va desplaçar a Roma, on va estudiar arxivística i arqueologia. Fou ordenat sacerdot el 28 de febrer del 1942 i, durant el seu ministeri, va servir pastoralment les parròquies de l'Ametlla de Merola, Vilanova de Bellpuig, Besora, Busa, Peà, Preixana, Sant Antolí, Montlleó, Talavera i Olius.
L'any 1977 va ser nomenat director del Museu Diocesà i Comarcal de Solsona. Dos anys més tard, el 1979, es convertí en el secretari de la Comissió d'Art Sacre i documentació. Posteriorment, l'any 1981, quan el museu i arxiu es van dividir, va continuar com a arxiver de l'Arxiu Diocesà del bisbat de Solsona.
Bach és autor de nombroses publicacions, la majoria de les quals sobre diferents aspectes de la història local i comarcal, sobretot, del Solsonès. Entre aquestes publicacions destaquen Retalls d'una sotana (1959) i Masies del Solsonès (1995). L'any 1998 el Consell Comarcal del Solsonès va reconèixer la seva tasca lliurant-li el premi «Signum». El dia 13 de juliol de 2000 va deixar la parròquia de Sant Esteve d'Olius i es va retirar a Solsona. En els darrers anys de la seva vida va residir a l'Hospital Pere Martir Colomés de la ciutat de Solsona.